# Manuel Corral
Manuel Alonso Corral (ur. 22 listopada 1934 w Cabeza del Buey, zm. 15 lipca 2011 w El Palmar de Troya) – hiszpański duchowny, drugi antypapież Kościoła Palmariańskiego, namaszczony jako Piotr II w latach 2005–2011. Sukcesor Grzegorza XVII.

## Życiorys
Był prawnikiem, jednak porzucił  dotychczasowe świeckie życie poprzez dołączenie do Clemente Domíngueza y Gómeza, który założył Zakon Karmelitów od Najświętszego Oblicza (Ordo Carmelitarum Sanctae Faciei) w 1975 roku.
11 stycznia 1976 roku Corral otrzymał święcenia kapłańskie i sakrę biskupią z rąk katolickiego arcybiskupa Piotra Marcina Ngô Đình Thụca wraz z Dominguezem i trzema innymi osobami, które już wcześniej były katolickimi księżmi. Arcybiskup Ngô wraz z pięcioma mianowanymi przezeń biskupami został ekskomunikowany przez papieża Pawła VI, ponieważ konsekracja odbyła się bez zgody Stolicy Apostolskiej.  
Wiadomość o ekskomunice poruszyła abp. Ngô, który odwołał i zaprzestał uznawać wykonanych przez siebie konsekracji opartych na Zakonie Karmelitów od Najświętszego Oblicza. Poprosił papieża Pawła VI o przebaczenie i rekoncyliację, którą otrzymał i został zwolniony ze wszystkich kar kościelnych w 1976 roku. Jego współpraca z Zakonem zakończyła się. Corrala i Domingueza wiadomość o ekskomunice nie poruszyła, a nawet utwierdziła w przekonaniu, że Kościół Rzymski jest pełen wrogich  wpływów.
W 1978 roku, kiedy Clemente Dominguez doznał wizji, w której Jezus Chrystus koronował go na papieża, Zakon przemianowano na Kościół Palmariański. Dominguez obwołał się papieżem Grzegorzem XVII i mianował Corrala swoim sekretarzem stanu. Funkcja była przez niego sprawowana aż do śmierci owego antypapieża, która nastąpiła 21 marca 2005 roku.
Wybór następcy Grzegorza XVII nastąpił w atmosferze skandalu, ponieważ na mocy oświadczenia z 2000 roku kolejny antypapież został imiennie określony, a był nim dotychczasowy sekretarz stanu Manuel Alonso Corral. Decyzja o przekazaniu władzy z pominięciem wyboru poprzez konklawe doprowadziła do rozłamu w Kościele Palmariańskim.
Kościół Palmariański jednak przetrwał ten kryzys, a Manuel Corral jako Piotr II został drugim antypapieżem Kościoła Palmariańskiego. Początek pontyfikatu nastąpił 21 marca 2005 roku. Piotr II odnosił się z szacunkiem do objawień swego poprzednika i nie negował ich. Uzupełnił doktrynę swego Kościoła o więcej informacji na temat związany z Antychrystem. Stwierdził, że Antychryst będzie naśladował Chrystusa i drwił z jego nauk, a jego pierwsze wystąpienie nastąpi w wieku 12 lat. Publiczną działalność rozpocznie w wieku lat 30 (jak Chrystus).
Piotr II zmarł 15 lipca 2011 roku po długiej chorobie. Jego następcą został wybrany przez palmariańskich kardynałów Ginés Jesús Hernández, który przyjął imię Grzegorza XVIII.